# Juan Orlando Hernández

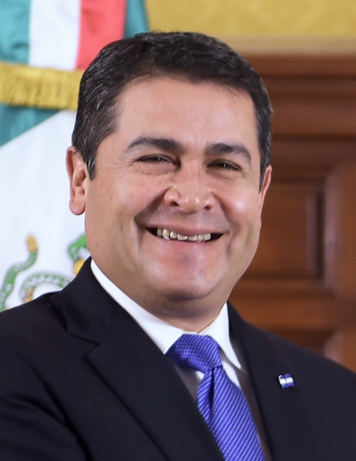
Juan Orlando Hernández (2015)

Juan Orlando Hernández Alvarado, kurz JOH, (* 28. Oktober 1968 in Gracias, Lempira) ist ein honduranischer Rechtsanwalt und Politiker der konservativen Partido Nacional de Honduras. Vom 27. Januar 2014 bis zum 27. Januar 2022 war er Präsident von Honduras. Als Präsident regierte Hernández autoritär.

## Leben
Hernández studierte Rechtswissenschaften an der Universidad Nacional Autónoma de Honduras. Er ist verheiratet.
Vom 25. Januar 2010 bis 13. Juni 2013 war er als Nachfolger von José Alfredo Saavedra Parlamentspräsident des Nationalkongresses von Honduras; ihm folgte im Amt des Parlamentspräsidenten Mauricio Oliva. Als Nachfolger von Porfirio Lobo Sosa war Hernández seit Januar 2014 Präsident von Honduras, nachdem er sich bei der Wahl im November 2013 gegen Xiomara Castro von der Partido Libertad y Refundación durchsetzen konnte. Von Hernández' Wirtschaftspolitik profitierte eine kleine Elite enorm, aber rund 70 Prozent der Honduraner lebten weiterhin unter der Armutsschwelle.
2015 wurde ihm die Ehrenbürgerschaft der südkoreanischen Stadt Busan verliehen.
2016 erhielt er den taiwanesischen Jadeorden.
2017 betrieben ein Administrator der offiziellen Facebook-Seiten für Hernández und seine verstorbene Schwester zusätzlich Hunderte fiktiver Seiten, um damit künstlich Aufmerksamkeit und Zustimmung zu simulieren.
Zur Präsidentschaftswahl in Honduras 2017 trat Hernández erneut an, obwohl die Verfassung die Wiederwahl ausdrücklich verbot. Der Oberste Gerichtshof hatte auf Hernandez’ Betreiben den Verfassungsartikel für „nicht anwendbar“ erklärt. Hernández gewann diese Wahl, nachdem unmittelbar nach der Wahl bei der Auswertung der Stimmen sein Herausforderer Salvador Nasralla noch in Führung gelegen hatte. Verzögerungen bei der Auszählung und Manipulationsvorwürfe führten daraufhin immer wieder zu Unruhen und Protesten, woraufhin die Regierung nächtliche Ausgangssperren verhängte. Am 17. Dezember 2017 erklärte das Oberste Wahlgericht Hernández mit knapp 43 Prozent der Stimmen zum Sieger, während Nasralla ca. 41,5 Prozent erreicht haben soll. Die Opposition erkannte das Ergebnis nicht an, obwohl ein Teil der Wahlzettel bereits neu ausgezählt worden war, ohne dass sich das Ergebnis geändert hatte. Während die Organisation Amerikanischer Staaten die Wahl als gefälscht kritisierte, erkannte die US-Regierung Hernández als Wahlgewinner an. Bei den nachfolgenden Massenprotesten kamen nach Angaben der Opposition 20 Menschen ums Leben, die Militärs schossen scharf auf unbewaffnete Demonstranten.
Der Bruder des Präsidenten, Juan Antonio „Tony“ Hernández, wurde am 23. November 2018 in den USA wegen Drogenhandels festgenommen und im März 2021 zu lebenslanger Haft verurteilt – unter anderem wegen Mordes und des Kokainschmuggels in großen Mengen. Die Beschlagnahme seiner Einnahmen aus dem Drogenhandel in Höhe von mindestens 138,5 Millionen US-Dollar wurde angeordnet. Auch Präsident Hernández stand in den USA wegen seiner Verbindungen zu den Drogenkartellen im Visier der Staatsanwaltschaft. Aufgrund der bekannt gewordenen Verbindungen der Drogenkartelle mit der Präsidentenfamilie kam es in Honduras landesweit zu Kundgebungen, sie richteten sich gegen das „Drogenregime Hernández“ und die Untätigkeit der Generalstaatsanwaltschaft. Es wurden Wasserwerfer, Tränengas und Gummigeschosse eingesetzt.
Im Juni 2020 teilte Hernández mit, dass er und seine Ehefrau während der COVID-19-Pandemie in Honduras positiv auf COVID-19 getestet wurden.
Am 27. Januar 2022 wurde Xiomara Castro als seine Nachfolgerin vereidigt. Hernández ist seither Mitglied des Zentralamerikanischen Parlaments.
Am 15. Februar 2022 wurde Hernández vor seinem Haus in Tegucigalpa festgenommen. Die Festnahme war nach einer Mitteilung der Polizei mit der US-amerikanischen Antidrogenbehörde Drug Enforcement Administration abgesprochen. Der Oberste Gerichtshof von Honduras genehmigte am 16. März 2022 die Auslieferung von Hernández an die USA. Am 21. April 2022 wurde er in Tegucigalpa an Mitarbeiter der US-amerikanischen Antidrogenbehörde übergeben, die ihn in die USA brachten. Dort wurde er am 8. März 2024 von einem Geschworenengericht in Manhattan des illegalen Drogen- und Waffenhandels schuldig gesprochen. Er wurde zu einer 45-jährigen Haftstrafe und zu einer Geldstrafe von 8 Millionen US-Dollar verurteilt.